# Посольство України в Лівані
Посольство України в Ліванській Республіці — дипломатична місія України в Лівані, розміщена в місті Баабда, в південно-східному передмісті Бейрута.

## Завдання посольства
Основне завдання Посольства України в Лівані представляти інтереси України, сприяти розвиткові політичних, економічних, культурних, наукових та інших зв'язків, а також захищати права та інтереси громадян і юридичних осіб України, які перебувають на території Лівану.
Посольство сприяє розвиткові міждержавних відносин між Україною і Ліваном на всіх рівнях, з метою забезпечення гармонійного розвитку взаємних відносин, а також співробітництва з питань, що становлять взаємний інтерес.

## Історія дипломатичних відносин
Ліванська Республіка визнала незалежність України 30 грудня 1991 року. 14 грудня 1992 року було встановлено дипломатичні відносини між Україною та Ліваном.
Посольство України в Бейруті було відкрито у серпні 1995 року.
8 грудня 2011 року за участі Прем’єр-міністра України Миколи Азарова відбулася урочиста церемонія відкриття нової будівлі посольства в місті Баабда, у південно-східному передмісті Бейрута.

## Керівники дипломатичної місії
1. Шибко Віталій Якович (1995–1998) т.п.
2. Камишев Сергій Олексійович (1998–2001)
3. Рилач Валерій Олександрович (2002–2005)
4. Захарчук Борис Іванович (2006–2009)
5. Коваль Володимир Олександрович (2009–2014)[2]
6. Боровко Віталій Віталійович (2014–2016) т.п.
7. Осташ Ігор Іванович (2016[3]—2022[4])
8. Овчаров Олександр Євгенович (2022-2025) т.п.
9. Горяйнов Роман В'ячеславович (2025-)